# 严加安
严加安（1941年12月6日—），中国数学家。

## 生平
生于江苏邗江（现为扬州市邗江区）。1964年毕业于中国科学技术大学应用数学系。1999年当选为中国科学院院士。 中国科学院数学与系统科学研究院应用数学研究所研究员。2007年，获得华罗庚数学奖。